# Prato Sesia
Prato Sesia är en ort och kommun i provinsen Novara i regionen Piemonte i Italien. Kommunen hade 1 868 invånare (2018).